# Rivarennes (Indre)
Rivarennes é uma comuna francesa na região administrativa do Centro, no departamento Indre. Estende-se por uma área de 38,29 km². Em 2010 a comuna tinha 558 habitantes (densidade: 14,6 hab./km²).